# Gode Lajos
Gode Lajos (Szilézia, Boroszló, 1710 körül – Pozsony, 1759) szobrász.

## Életpályája
Pontos születési ideje ismeretlen. Bécsben végezte tanulmányait, 1753-ban Pozsonyban nyert polgárjogot, ahol Georg Raphael Donner tanítványa és követője volt. Ő készítette a pozsonyi klarissza templom teljes külső és belső dekorációját, valamint a győri és a pozsonyi jezsuita templom grandiózus szószékeit. Nevéhez fűződik a tatai kapucinus templom tabernákulumának a tervezése is, valamint 1755-ben a Tata közelében fekvő Nagyigmándra is készített Nepomuki Szent János-szobrot.